# スエンモック県
スエンモック県（スエンモックけん、ベトナム語：Huyện Xuyên Mộc / 縣川木?）は、ベトナム社会主義共和国バリア＝ヴンタウ省の県である。面積は642.18km²、人口は162,356人（2009年）である。

## 行政区画
以下の1市鎮12社から構成される。
- フオックブー市鎮（Phước Bửu / 福保）
- バウラム社（Bàu Lâm / 保林）
- ビンチャウ社（Bình Châu / 平洲）
- ボンチャン社（Bông Trang / 𣜳莊）
- ブンリエン社（Bưng Riềng / 邦盈）
- ホアビン社（Hòa Bình / 和平）
- ホアヒエップ社（Hòa Hiệp / 和協）
- ホアホイ社（Hòa Hội / 和會）
- ホアフン社（Hòa Hưng / 和興）
- フオックタン社（Phước Tân / 福新）
- タンラム社（Tân Lâm / 新林）
- フオックトゥアン社（Phước Thuận / 福順）
- スエンモック社（Xuyên Mộc / 川木）